# De pueblo en pueblo
De pueblo en pueblo es el título del quinto álbum de estudio grabado por el artista mexicano José José. Fue lanzado al mercado bajo el sello discográfico RCA Víctor a principios de 1972. El álbum fue producido por última vez por Ignacio González, con quien ya había colaborado en sus 4 anteriores producciones. En esta producción destacan canciones como "Soy como quieres tú", "El solitario", "Solo yo seguiré siendo tuyo", "camina caminador", pero sobre todo De pueblo en pueblo. 
En la portada del disco, aparece en la parte inferior derecha, una pequeña lista de canciones el cual se incluyen en el álbum; el tema Todo es amor, tal y como se ve en la portada, no fue incluido para esta entrega. Fue para el posterior álbum, Cuando tú me quieras, publicado a finales de mismo año (1972).

## Lista de canciones[1]
| De pueblo en pueblo |                                              |                                                              |          |  |
| N.º                 | Título                                       | Escritor(es)                                                 | Duración |  |
| 1.                  | «De pueblo en pueblo»                        | Víctor M. Mato                                               | 3:03     |  |
| 2.                  | «Te beso y me voy»                           | Chucho Navarro                                               | 2:49     |  |
| 3.                  | «Este viejo corazón»                         | Carlos Rigual · Mario Rigual                                 | 2:49     |  |
| 4.                  | «Camino verde»                               | Carmelo Larrea                                               | 2:58     |  |
| 5.                  | «Soy como quieres tú» (Sono come tu mi vuoi) | A. Amaurri · B. Canfora Adapt: al Idioma español: A. Gil Jr. | 3:47     |  |
| 6.                  | «Camina caminador»                           | Víctor M. Mato                                               | 3:00     |  |
| 7.                  | «El solitario»                               | Roberto Cantoral                                             | 3:45     |  |
| 8.                  | «Cómo extraño mi pueblo»                     | Víctor M. Mato                                               | 2:18     |  |
| 9.                  | «Me llaman tonto»                            | M. Salamanca · Sergio Esquivel                               | 2:48     |  |
| 10.                 | «Quémame los ojos»                           | Nelson Valdez Navarro                                        | 2:02     |  |
| 11.                 | «Solo yo seguiré siendo tuyo»                | Hernando Vicencio                                            | 4:14     |  |

## Créditos y personal[1]
- José José - Voz
- Mario Patrón - Arreglos y dirección en pistas 5, 8 y 11.
- Chucho Ferrer - Arreglos y dirección en pistas 3 y 7.
- Chucho Altamirano - Arreglos y dirección en pistas 4 y 10.
- E. Magallanes - Arreglos y dirección en pistas 1, 2, 6 y 9.
- Ignacio González - Producción